# Cetinski vijun
Cetinski vijun (latinski: Cobitis dalmatina), u narodu je još poznat kao dalmatinski vijun, lizibaka, lizibaba i lezibaka, slatkovodna je riba koja pripada rodu Cobitis. Stenoendem je rijeke Cetine i endem Hrvatske. Iako je rod Cobitis široko rasprostranjen, područje jadranskog slijeva Hrvatske vruća je točka njegove bioraznolikosti.

## Opis vrste
Cetinski vijun, kao i ostali vijuni, žućkaste je boje te duž tijela ima smeđe do maslinasto zelene pjege u četiri Gambetta zone. Unutar vrste postoje barem tri različita tipa obojenja. Na repnoj bazi nalazi se teško uočljiva pjega u obliku crtice. Repna peraja također je prepoznatljiva po šest nizova pruga. Kod mužjaka prepoznata su dva tipa Kanestrinijevih ljusaka. Duljina tijela je do 10,5 cm, iako ženke mogu narasti do 115 mm, a mužjaci samo do 66 mm. Brčići cetinskog vijuna izrazito su dugi.

## Način života
Ova vrsta ne stvara plove. Aktivna je tijekom noći, dok je tijekom dana uglavnom ukopana u supstratu tekućice. Hrani se pridnenim organizmima i onima na vodenom bilju. Količina prehrane prati sezone te je tijekom ljeta ona najveća, dok zimi ponekad u potpunosti izostaje ili je izrazito niska. Jedinke se pare od travnja, imaju parcijalni mrijest, a ženke u jajnicima nose jajašca nejednakih veličina.

## Stanište
Cetinskog vijuna moguće je pronaći isključivo u rijeci Cetini. Obitava u sporijim dijelovima toka Cetine, te njezinim ujezerenim područjima. Vrsti odgovara niža temperatura vode te pjeskovito do šljunkovito dno obraslo vegetacijom.

## Ugroženost i zaštita
Vijuni Hrvatske, kao stenoendemi, izrazito su podložni ugrozama. Najveća prijetnja vrstama jest regulacija rijeka, vađenje pijeska i šljunka te slične antroploške promjene korita. Najveće prijetnje cetinskom vijunu su hidroelektrane na rijeci Cetini, onečišćenje tekućice i unos alohtonih vrsta.
Cetinski vijun nalazi se na Crvenom popisu ugroženih vrsta IUCN-a, te ima status osjetljive vrste (VU). Neretvanski vijun prema IUCN-u također je osjetljiva vrsta (VU), dok su jadovski i ilirski vijun kritično ugrožene vrste (CR). Na nacionalnoj razini, cetinski vijun, kao i ostale stenoendemske vrste vijuna, zaštićen je Zakonom o zaštiti prirode (NN 80/13, 15/18, 14/19, 127/19) te je unutar svojte C. taenia uvršten u Prilogu II Direktive 92/43/EEZ i u Prilogu III Bernske konvencije.

## Zanimljivosti
Porijeklo ime roda Cobitis moguće je pronaći u grčkoj riječi kobitis što znači mala riba. Ime vrsta vijuna dolazi prema rijekama koje nastanjuju (C. jadovaensis i C. narentana), odnosno prema području (C. dalmatina i C. illyrica).